# Muscina levida
Muscina levida är en tvåvingeart som först beskrevs av Harris 1780.  Muscina levida ingår i släktet Muscina och familjen husflugor. Inga underarter finns listade i Catalogue of Life.

## Bildgalleri

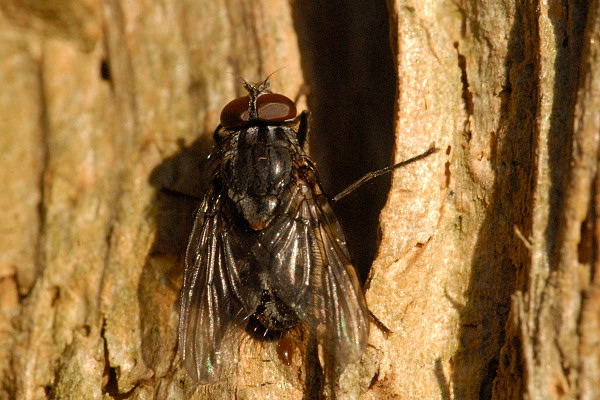
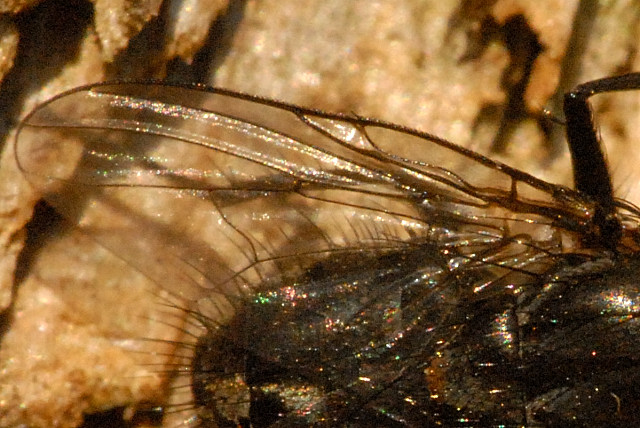